# آینه‌های روبرو
آینه‌های روبرو فیلم‌نامه‌ای عشقی از بهرام بیضایی است، نوشته به سالِ ۱۳۵۹.

## متن
بیضایی این متن را سالِ ۱۳۵۹ نوشت. امکانِ ساختِ فیلمِ آن فراهم نشد و سرانجام در سالِ ۱۳۶۱ به وسیلهٔ انتشاراتِ دماوند چاپ و منتشر شد. از سالِ ۱۳۹۶ انتشاراتِ روشنگران و مطالعات زنان ناشرِ این کتاب شد.

## نمایش
تابستانِ ۱۳۹۶ محمّد رحمانیان، با اجازه‌ای که بیضایی به اکراه داد، فیلم-تئاتری بر اساسِ این فیلم‌نامه در تالارِ وحدت نمایش داد.